# Bitka pri Trajanovih vratih
Bitka pri Trajanovih vratih (bolgarsko  Битката при Траянови Врата, Bitka pri Trajanova vrata, grško Μάχη στις Πύλες του Τραϊανού, Máchi̱ stis Pýles tou Traïanoú) je bila bitka med bizantinsko in bolgarsko vojsko 17. avgusta 986. 
Vojska cesarja Bazilija II. se je po neuspelem obleganju Sofije umikala v Trakijo. Na prelazu Trajanova vrata v pogorju Sredna gora v sedanji bolgarski Sofijski provinci ga je obkolila bolgarska vojska pod poveljstvom carja Samuila in popolnoma uničila njegovo vojsko. Cesarju je z veliko sreče uspelo pobegniti.
Petnajst let po padcu bolgarske prestolnice Preslav je zmaga pri Trajanovih vratih pomenila največji bolgarski uspeh po letu 976. Samuil je po padcu Preslava prestolnico preselil na Ohrid. Spomin na veliko zmago se je ohranil na Bitolskem napisu, ki ga je dal trideset let kasneje napisati car Ivan Vladislav (vladal 1015-1018), sin Samuilovega brata Arona.

## Sklic
1. ↑  Angelov / Cholpanov, Bulgarian military history during the Middle Ages (10th–15th centuries), с. 39